# Torcy-le-Petit (Sekwana Nadmorska)
Torcy-le-Petit – miejscowość i gmina we Francji, w regionie Normandia, w departamencie Sekwana Nadmorska.
Według danych na rok 1990 gminę zamieszkiwało 491 osób, a gęstość zaludnienia wynosiła 134 osoby/km² (wśród 1421 gmin Górnej Normandii Torcy-le-Petit plasuje się na 457. miejscu pod względem liczby ludności, natomiast pod względem powierzchni na miejscu 797.).